# Jack Frost

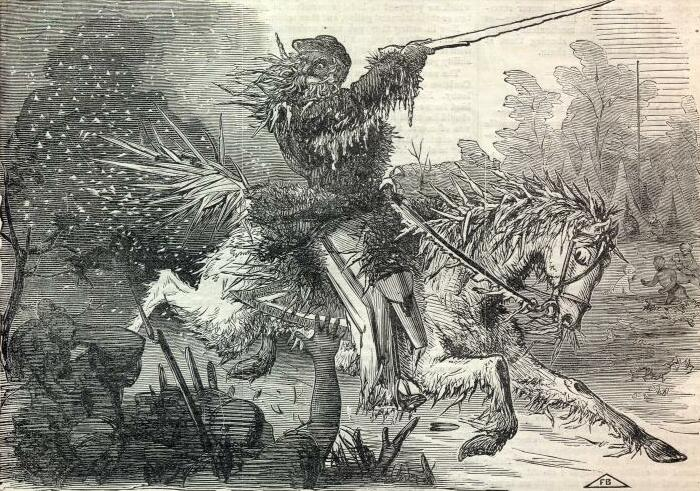
Jack Frost

Jack Frost (noto anche come Padre Inverno o Jack Brina) è un nome che simboleggia l'inverno in inglese.
Dall'inizio del Novecento, è talvolta presentato nella letteratura come figura elfica appartenente alla tradizione folcloristica nordeuropea; si crede che tale mito derivi dalla tradizione anglosassone e norrena, che lo vede come collaboratore di Babbo Natale. Il suo compito è quello di far nevicare ovvero creare le condizioni climatiche tipiche del periodo invernale per mimetizzare Babbo Natale durante la consegna dei regali.
Jack Frost è un personaggio elfico risalente alla tradizione vichinga, è anche conosciuto come "Jokul Frosti" (Ghiacciolo Gelo).
In Inghilterra e negli Stati Uniti d'America, Jack è una variante di "vecchio uomo d'inverno" (mastro gelo) ed è ritenuto responsabile del tempo gelido, per il naso e le dita dei piedi congelate dal tempo e per la colorazione delle foglie in autunno. È anche tenuto a lasciare i segni dell'inverno sulle abitazioni e nei boschi.
A volte compare nella letteratura, nei film, in televisione, in canzoni e in videogiochi come un sinistro combina guai, ottenendo una discreta popolarità e diventando, a pieno merito, una delle creature mistiche più conosciute nei nostri tempi. Ma l'aspetto con cui ci viene presentato è cambiato di volta in volta da un essere umano fino ad un piccolo spiritello distaccandosi dalle sue origini.

## Tradizioni
Jack Frost è uno spiritello e la personificazione del ghiaccio, del freddo e dell'inverno, una variante di Mastro Gelo. Le sue origini risalgono, si crede, ai costumi nordici e anglosassoni.
Nelle leggende vichinghe è conosciuto come Jokul Frosti, è tradizionalmente pensato come spargitore di gelo, sotto forma di piccole "felci" di cristallo, sulle finestre durante le mattine fredde.
È talvolta descritto o raffigurato con un pennello e una tavola dei colori (rosso, giallo, porpora e arancione) in mano, intento a colorare le foglie, o come un piccolo elfo che crea fiocchi di neve e opere d'arte sulle finestre delle persone.
È anche responsabile per le stalattiti che appende sui tetti e alberi.
Nella tradizione nordica era un dio dal nome invernale aveva una forma umana ed era un parente del dio del vento.
In Russia il suo nome era Nonno Gelo (in russo: Дед Мороз) raffigurato con la stessa idea dell'Europa occidentale, che lo chiamava "il vecchio uomo d'inverno" (Old Man Winter), o più semplicemente Jack Brina (Jack Frost).
Le leggende inglesi lo avevano modificato rendendolo una fatina sempre amichevole e cordiale.

## Personalità
È spesso allegro e ama donare al mondo le sue arti invernali. 
Gli piace stare all'aria aperta e decorare gli ambienti con la sua arte, in Inghilterra la sua leggenda è molto più conosciuta di quella americana di Babbo Natale.
È un personaggio amichevole, ma se provocato può arrivare anche a congelare o ricoprire di neve le sue vittime.
Prima della personificazione dell'inverno, è chiamato anche a presenziare durante l'autunno e la primavera. In primavera, mentre cammina felice tra sé e sé, può creare casualmente piccoli specchi d'acqua sulle pozzanghere grazie ai quali possiamo vedere il nostro riflesso sull'acqua.
In autunno fa cadere le foglie dagli alberi al fine di prepararsi per la sua arte dell'inverno.

## Nella cultura contemporanea
Il personaggio viene citato anche in alcuni film famosi americani, come ad esempio:
- Jack Frost è un personaggio a fumetti della Golden Age, pubblicata dalla Timely Comics (divenuta in seguito Marvel Comics)
- Jack Frost, film che racconta di un ex serial killer tornato in vita sotto forma di pupazzo di neve.
- Jack Frost, film che racconta la vita di un uomo diventato pupazzo di neve.
- Fuga dal Natale, film tratto dal libro omonimo di John Grisham.
- Santa Clause è nei guai (chiamato nel doppiaggio italiano Jack Brina) dove ne è l'antagonista che cerca di prendere il posto di Babbo Natale.
- Le 5 leggende, non è un vecchio (anche se conserva il suo bastone con cui controlla il gelo) bensì un ragazzo che, avendo sacrificato la sua vita per salvare quella della sorellina, diventa (per questo suo generoso gesto) lo Spirito della Neve e ,in seguito, il guardiano del divertimento. È allegro e pieno di vita, ma agli occhi di tante persone è invisibile e, quindi, ha paura di restare solo per tutta la vita. Cerca continuamente di farsi notare, ma, nonostante i suoi sforzi, nessuno riesce a vederlo eccetto un bambino, Jamie Bennet, che è il primo a credere in lui. Con Jamie e con i 4 guardiani crea un rapporto molto speciale che lo aiuta a superare i suoi problemi e a scoprire il suo posto nel mondo.
- Un fumetto coreano, Jack Frost - The Amityville, è dedicato a questo personaggio.
- È la mascotte della software house giapponese Atlus, nelle sembianze di un piccolo spiritello che è uno dei demoni presenti nella saga Shin Megami Tensei.